# Ginásio Poliesportivo Pedro Morilla Fuentes
O Ginásio Poliesportivo Pedro Morilla Fuentes, mais conhecido como Pedrocão, é um ginásio poliesportivo localizado na cidade de Franca. O ginásio é utilizado pelo time do Franca Basquetebol Clube.

## História
O ginásio teve seu projeto inicial em 1973 e foi inaugurado em 19 de janeiro de 1975, na abertura do XXXIX jogos abertos do interior. A capacidade do ginásio era de 3.500 pessoas e na época a cidade era representada pelo Amazonas Franca E.C.
Em 7 de setembro de 1996, o ginásio passou por reformas e foi reinaugurado com a capacidade para 7.000 pessoas (atualmente, comporta 6.000 espectadores). Até esta data era chamado apenas de Poliesportivo de Franca, só a partir desta data é que recebeu o novo nome, e passou a homenagear o grande incentivador do basquete francano Pedro Morilla Fuentes, também conhecido como Pedroca, juntamente com a inauguração foi instalado o placar eletrônico no centro do ginásio, com visão para os quatro lados, sendo o primeiro da América Latina. O mesmo placar hoje se encontra desativado.
Em 25 de julho de 2018 o ginásio passou novamente por reformas, desta vez para realizar a troca do piso da quadra, adicionar novas molduras para exibir os títulos do clube, além da reforma dos vestiários.